# Луций Фабий Галл
Луций Фабий Галл (лат. Lucius Fabius Gallus) — римский политический деятель первой половины II века.
О происхождении Галла нет никаких сведений. В 131 году он занимал должность консула-суффекта вместе с Квинтом Фабием Юлианом. Возможно, его следует идентифицировать с Луцием Фабием Галлом, упоминаемым в надписи на водопроводной трубе, которая датируется II веком. Однако, там же названо имя некоей Умбрии Альбины, что позволяет отнести надпись ко второй половине II века. Таким образом, на трубе, возможно, высечено имя потомка консула Галла.